# Renaud z Dammartinu
Renaud z Dammartinu (francouzsky Renaud de Dammartin, 1165? – 1227) byl hrabě z Boulogne, Dammartinu, Aumale a Mortain. Byl zdatným rytířem a přítelem francouzského krále Filipa Augusta. Rozdělily je politické zájmy, setkali se na bitevním poli u Bouvines a Renaud dožil svůj život ve vězení.

## Život

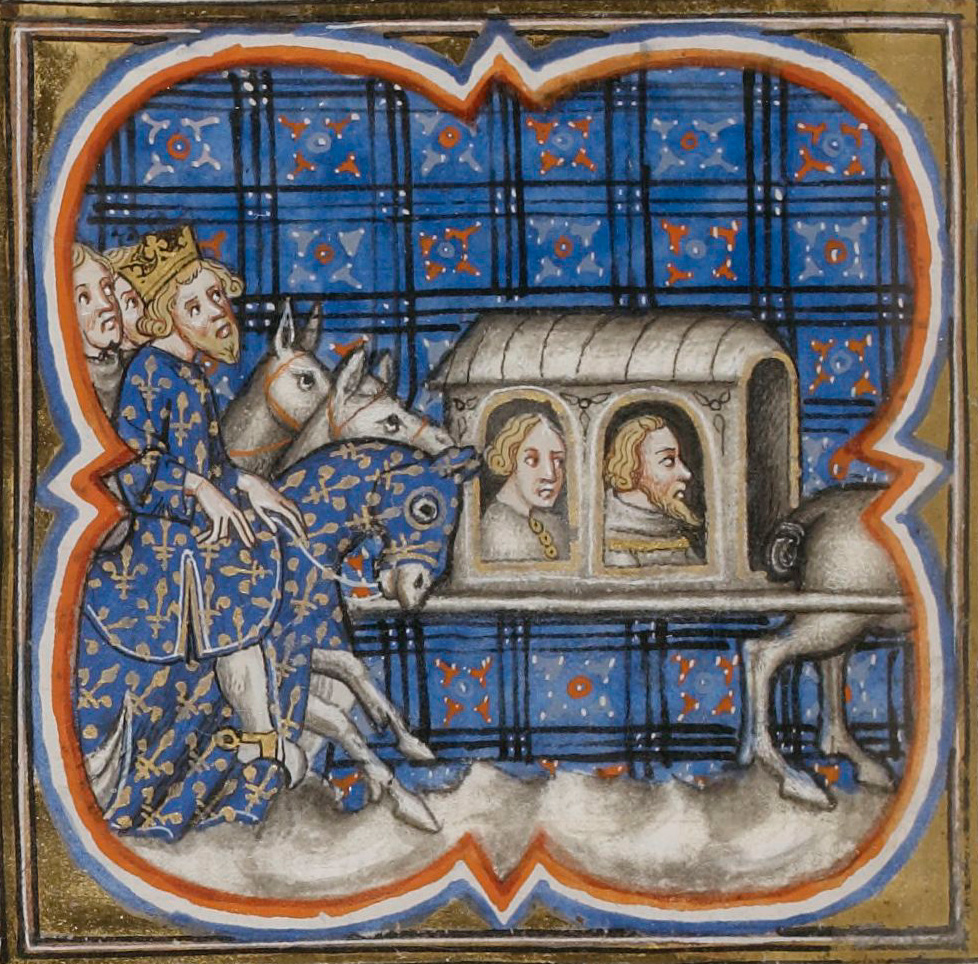
Renaud a Ferrand, zajatci od Bouvines (středověká miniatura)

Mládí strávil na dvoře kapetovských králů a od dětství byl druhem a přítelem prince Filipa, který jej pasoval rytířem. Pod vlivem svého otce se dočasně připojil k Plantagenetům a po návratu na Filipovu stranu přijal jako úplatu sňatek s Marií ze Châtillonu. Roku 1190 Marii zapudil kvůli Idě z Boulogne, dvojnásobné vdově a jejímu strategicky položenému hrabství, kterou unesl. Sňatkem s Idou, jež předtím dle kronikáře Lamberta z Ardres údajně koketovala s mladým Arnouldem z Guînes, proti sobě popudil rodinu bývalé manželky a také příbuzenstvo zklamaného nápadníka, hrabata z Guînes a Saint-Polu.
Roku 1204 se Renaud podílel na vojenském tažení krále Filipa do Normandie, přispěl k dobytí hradu Gaillard a obdržel od krále hrabství Aumale. Oba muži zpečetili své spojenectví také sňatky, Šimon z Dammartinu si vzal královu neteř a králův maličký syn Filip Hurepel byl zasnouben s Renaudovou jedinou dcerou Matyldou. I přes dvojité provázání obou rodin přátelství ani spojenectví nevydrželo.
Renaud po letech změnil politický kurz, odmítl předstoupit před krále a dát mu k rozřešení svůj spor s Filipem, biskupem z Beauvais, a roku 1212 se přidal na stranu anglického krále Jana Bezzemka. O dva roky později jej toto rozhodnutí přivedlo na bitevní pláň u Bouvines, kde statečně bojoval.
| „                                    | Tuto bitvu, ke které ty nabádáš a kterou prosazuješ, já neprosazuji a ani k ní nenabádám. Stane se, že ty prchneš jako ničema a zbabělec a já budu bojovat o holý život a moc dobře vím, že budu zajat, nebo zemřu. | “ |
| — Renaud z Dammartinu Hugovi z Boves | |   |

Zle zraněný se vzdal johanitovi Guérinovi a skončil v zajetí francouzského krále Filipa, který mu vyčetl všechna svá dobrodiní. Poražená hrabata Renauda a Fernanda Flanderského svěřil do rukou Jana z Nesle. Renaud setrval ve vězení v Louvru až do své sebevraždy roku 1227.